# بوابة دسمان

أحياء مدينة الكويت قديماً.

بوابة دسمان أو دروازة بنيد القار، هي بوابة في سور الكويت، سبب تسميتها هو وجود رواسب من مادة القار على الساحل المحاذي لهذه الدروازة، اما التسمية ( دسمان ) فنسبةً إلى موقعها بالقرب من قصر دسمان الذي أنشأ في عام 1904 وأنشئه الشيخ جابر المبارك الصباح. وهذه البوابة خاصة للقصر حيث تطل أمامها مباشرة الأبراج في وقتنا الحاضر.